# 1501년

## 연호
- 명(明) 홍치(弘治) 14년
- 일본(日本) 메이오(明応) 10년 / 분키(文亀) 원년
- 후 레 왕조(後黎朝) 까인통(景統) 4년

## 기년
- 류큐(琉球) 쇼신왕(尚真王) 25년
- 명(明) 효종 홍치제(孝宗 弘治帝) 14년
- 조선(朝鮮) 연산군(燕山君) 7년
- 후 레 왕조(後黎朝) 헌종(憲宗) 4년

## 사건
- 일자 불명 - 오스만 제국의 해군제독 케말 레이스가 스페인 제국령 발레아레스 제도를 침공했다.

## 탄생
- 5월 6일 - 제222대 로마의 교황 교황 마르첼로 2세. (~1555년)
- 9월 24일 - 이탈리아의 수학자 지롤라모 카르다노. (~1576년)
- 7월 10일 - 조선 전기의 성리학자 남명 조식. (~1572년)
- 12월 2일 - 조선 제11대 국왕 중종의 제 2계비 문정왕후. (~1565년)

### 미상
- 헨리 8세의 두 번째 왕비 앤 볼린. (~1536년)
- 조선의 문신 이림. (~1546년)